# Министерство сельского хозяйства и развития села
Министерство сельского хозяйства и развития села Польши — орган исполнительной власти в составе Правительства Польши, отвечающий за четыре отрасли государственного управления: сельское хозяйство, рыболовство, развитие села и сельскохозяйственные рынки.

## История
Создано Постановлением Совета министров Республики Польша 26 октября 1999 года путём преобразования Министерства сельского хозяйства и пищевой промышленности Польши, которое ведёт свою историю с 1944 года. В свою очередь, его орган-предшественник был создан ещё 3 января 1918 года Регентским советом Королевства Польского.
Сельскохозяйственная реформа, начатая 24 июля 1923 года, была отменена. 17 августа 1932 года функции министерства сельского хозяйства и национальных благ были упразднены и включены в состав Министерства сельского хозяйства и земельной реформы.
Возрождение министерства в 1999 году произошло по причине того, что развитие сельской местности было наибольшей политической, экономической и социальной проблемой Польши.
Министерство имеет дело с различными аспектами польского сельского хозяйства и развития его сельских гмин.
Текущий министр — Чеслав Сикерский (вступил в должность 13 декабря 2023 года).

## Министры сельского хозяйства и развития села Польши
1. Чеслав Яницкий[пол.] (12 сентября 1989 года — 6 июля 1990 года).
2. Януш Былинский[пол.] (14 сентября 1990 года — 12 января 1991 года).
3. Адам Танский[пол.] (12 января 1991 года — 23 декабря 1991 года).
4. Габриэль Яновский[англ.] (23 декабря 1991 года — 8 апреля 1993 года).
5. Анджей Сметанко[пол.] (26 октября 1993 года — 6 марта 1995 года).
6. Роман Ягелинский[пол.] (7 марта 1995 года — 10 апреля 1997 года).
7. Ярослав Калиновский[англ.] (25 апреля 1997 года — 31 октября 1997 года).
8. Яцек Янишевский[пол.] (31 октября 1997 года — 26 марта 1999 года).
9. Артур Балаш[пол.] (26 марта 1999 года — 19 октября 2001 года).
10. Ярослав Калиновский (19 октября 2001 года — 3 марта 2003 года).
11. Адам Тански (3 марта 2003 года — 2 июля 2003 года).
12. Войцех Олейничак[англ.] (2 июля 2003 года — 31 мая 2005 года).
13. Юзеф Пиларчик[пол.] (31 мая 2005 года — 31 октября 2005 года).
14. Кшиштоф Юргель[англ.] (31 октября 2005 года — 5 мая 2006 года).
15. Анджей Леппер (5 мая 2006 года — 22 сентября 2006 года, 16 октября 2006 года — 9 июля 2007 года).
16. Войцех Мойзесович[англ.] (31 июля 2007 года — 16 ноября 2007 года).
17. Марек Савицкий[англ.] (16 ноября 2007 года — 26 июля 2012 года).
18. Станислав Калемба[англ.] (31 июля 2012 года — 17 марта 2014 года).
19. Марек Савицкий[англ.] (17 марта 2014 года — 16 ноября 2015 года).
20. Кшиштоф Юргель[англ.] (16 ноября 2015 года — 19 июня 2018 года).
21. Ян Ардановский[англ.] (20 июня 2018 года — 6 октября 2020 года).
22. Гжегож Пуда (6 октября 2020 года — 26 октября 2021 года).
23. Хенрик Ковальчик[пол.] (26 октября 2021 года — 2023).
24. Роберт Телюс (2023)
25. Чеслав Секерский (2023—н.в.)

## Структура министерства
В состав Министерства сельского хозяйства и развития села входят:
- Политический кабинет министра
- Кафедра пищевой безопасности и ветеринарии
- Департамент руководства и науки
- Департамент финансов
- Департамент землеустройства
- Кафедра селекции и защиты растений
- Департамент надзора за собственностью
- Департамент продвижения и качества продуктов питания
- Отдел прямых платежей
- Юридический и законодательный отдел
- Департамент сельского развития
- Департамент сельскохозяйственных рынков
- Департамент социальных дел и сельскохозяйственного образования
- Департамент стратегии и анализа
- Департамент международного сотрудничества
- Департамент кризисного управления, дел обороны и защиты секретной информации
- Административно-бюджетное управление
- Канцелярия Генерального директора
- Офис управления
- Кабинет министра
- Офис технической помощи
- Пресс-служба

## Организационные подразделения, подчиняющиеся министру
- Сельскохозяйственный консультационный центр в Брвинове.
- Главная инспекция сельскохозяйственного и продовольственного качества в Варшаве.
- Главная инспекция здоровья растений и инспекции семян в Варшаве.
- Главный ветеринарный инспекторат[3] в Варшаве.
- Сельскохозяйственный фонд социального страхования в Варшаве.
- Национальный центр животноводства в Варшаве.
- Национальная химическая и сельскохозяйственная станция в Варшаве.
- Нижнесилезский сельскохозяйственный консультационный центр во Вроцлаве.
- Куявско-Поморский сельскохозяйственный консультационный центр в Миникове.
- Люблинский сельскохозяйственный консультационный центр в Коньсковоле.
- Любушский сельскохозяйственный консультационный центр в Кальске.
- Лодзинский сельскохозяйственный консультационный центр в Братошевице.
- Малопольский сельскохозяйственный консультационный центр с местонахождением в Карниовице.
- Мазовецкий сельскохозяйственный консультационный центр в Варшаве.
- Опольский сельскохозяйственный консультационный центр в Лосюве.
- Подкарпатский сельскохозяйственный консультационный центр в Богухвале.
- Подляский сельскохозяйственный консультационный центр в Сепетове.
- Поморский сельскохозяйственный консультационный центр в Любани.
- Силезский сельскохозяйственный консультационный центр в Ченстохове.
- Свентокшиский сельскохозяйственный консультационный центр в Модлишевице.
- Варминско-Мазурский сельскохозяйственный консультационный центр в Ольштыне.
- Великопольский сельскохозяйственный консультационный центр в Познани.
- Западнопоморский сельскохозяйственный консультационный центр в Барзковице.

## Организационные подразделения, находящиеся в ведении министра
- Агентство реструктуризации и модернизации сельского хозяйства (АРиМСХ) в Варшаве.
- Центральная сельскохозяйственная библиотека имени Михаила Очаповского в Варшаве.
- Центральный исследовательский центр по испытанию сортов в Слупе Вельке.
- Институт сельскохозяйственной и пищевой биотехнологии имени профессора Вацлава Домбровского в Варшаве.
- Институт экономики, сельского хозяйства и продовольствия — Национальный исследовательский институт в Варшаве.
- Институт селекции и акклиматизации растений — Национальный исследовательский институт в Радзикове.
- Институт защиты растений — Национальный исследовательский институт в Познани.
- Институт садоводства в Скерневице.
- Институт технологий и наук о жизни в Фаленти.
- Институт земледелия, удобрения и почвоведения — Национальный исследовательский институт в Пулавах.
- Институт натуральных волокон и лекарственных растений в Познани.
- Институт животноводства — Национальный исследовательский институт в Кракове.
- Национальный сельскохозяйственный образовательный центр в Брвинове.
- Национальный центр поддержки сельского хозяйства в Варшаве.
- Национальный институт сельской культуры и наследия в Варшаве.
- Национальный ветеринарный институт — Национальный исследовательский институт в Пулавах.
- Польский клуб скачек в Варшаве.
- Школьный Комплекс Центра сельскохозяйственного образования, названный в честь Сибирских ссыльных в Бобовицке.
- Школьный Комплекс Центра сельскохозяйственного образования имени Яна Дзерзона в Богданьчовицах.
- Школьный Комплекс Центра сельскохозяйственного образования имени Винценты Витоса в Бонине.
- Школьный Комплекс Центра сельскохозяйственного образования имени Михала Джималы в Бжостове.
- Школьный комплекс Центра сельскохозяйственного образования в Быдгоще.
- Школьный комплекс Центра сельскохозяйственного образования в Быстре.
- Школьный Комплекс Центра сельскохозяйственного образования имени Болеслава I Храброго в Хроберце.
- Школьный комплекс Центра сельскохозяйственного образования в Доброцине.
- Школьный Комплекс Центра сельскохозяйственного образования имени Владислава Реймонта в Добрышице.
- Школьный Комплекс Центра сельскохозяйственного образования имени Владислава Шафера в Глубчице.
- Школьный Комплекс Центра сельскохозяйственного образования имени Ядвиги Дзюбинской в Голадкове.
- Школьный Комплекс Центра сельскохозяйственного образования имени Александра Свентоховского в Голотчизне.
- Школьный комплекс Центра сельскохозяйственного образования в Ханьчове.
- Школьный Комплекс Центра сельскохозяйственного образования при Национальной комиссии по образованию в Хенрикове.
- Школьный Комплекс Центра сельскохозяйственного образования имени Огюста Замойского в гмине Яблонь.
- Школьный комплекс Центра сельскохозяйственного образования в Янове.
- Школьный комплекс Центра сельскохозяйственного образования в Малом камне.
- Школьный комплекс Центра сельскохозяйственного образования в Каролево.
- Школьный Комплекс Центра сельскохозяйственного образования имени Ирены Космовской в Королувка-Осада.
- Школьный Комплекс Центра сельскохозяйственного образования имени Казимира III Великого в Ковале.
- Школьный Комплекс Центра сельскохозяйственного образования имени Винценты Витоса в Лесной Подляске.
- Школьный Комплекс Центра сельскохозяйственного образования имени Яна Шиманского в Мариануве.
- Школьный Комплекс Центра сельскохозяйственного образования имени Мацея Ратая в Мечиславове.
- Школьный Комплекс Центра сельскохозяйственного образования, названный в честь Военных осадников в Мешковицах.
- Школьный Комплекс Центра сельскохозяйственного образования имени Винценты Витоса в Мокшешуве.
- Школьный Комплекс Центра сельскохозяйственного образования имени 1000-летия Польского государства в Накло-Слёнске.
- Школьный Комплекс Центра сельскохозяйственного образования имени 2-й чехословацкой парашютной бригады в Новосельце.
- Школьный Комплекс Центра сельскохозяйственного образования имени Августина Суского в Новом Тарге.
- Школьный Комплекс Центра сельскохозяйственного образования имени Юзефа Пилсудского в Окшуве.
- Школьный комплекс Центра сельскохозяйственного образования в Поточеке.
- Школьный комплекс Центра сельскохозяйственного образования в Поверце.
- Школьный Комплекс Центра сельскохозяйственного образования имени Винценты Витоса в Розарии.
- Школьный Комплекс Центра сельскохозяйственного образования имени Кшиштофа Клюка в Рудке.
- Школьный Комплекс Центра сельскохозяйственного образования имени Владислава Шафера в Жемене.
- Школьный Комплекс Центра сельскохозяйственного образования, названный в честь Сандомирских земель в Сандомире-Мокошине.
- Школьный Комплекс Центра сельскохозяйственного образования имени Станислава Сташича в Сейнах.
- Школьный Комплекс Центра сельскохозяйственного образования имени Адольфа Дыгасиньского в гмине Рытвяны.
- Школьный комплекс Центра сельскохозяйственного образования в Сеннице-Ружане.
- Школьный Комплекс Центра сельскохозяйственного образования имени Владислава Реймонта в Соколове-Подляском.
- Школьный Комплекс Центра сельскохозяйственного образования имени Ядвиги Дзюбинской в Старом Бресте.
- Школьный Комплекс Центра сельскохозяйственного образования имени Школы пехотных кадетов в Коморове в Старом Лубееве.
- Школьный комплекс Центра сельскохозяйственного образования в Студзенце.
- Школьный Комплекс Центра сельскохозяйственного образования имени Винценты Витоса в Сувалках.
- Школьный Комплекс Центра сельскохозяйственного образования имени Станислава Сташича в Сварожине.
- Школьный Комплекс Центра сельскохозяйственного образования имени 1-й армии Польского войска в Сыпнево.
- Школьный Комплекс Центра сельскохозяйственного образования имени Владислава Щесневского в Видзеве.
- Школьный Комплекс Центра сельскохозяйственного образования имени Ядвиги Дзюбинской в Здуньской Домбровой.
- Школьный комплекс Центра сельскохозяйственного образования в Жарновце.
- Команда школ Иоанна Павла II в Бжостке.
- Коллектив садоводческой школы имени Станислава Шумецкого в Бельско-Бяле.
- Комплекс средней школы в Рудне.
- Комплекс естественно-научных и политехнических школ Центра непрерывного образования в Маршево.
- Комплекс сельскохозяйственных школ имени Винцента Барановского в Лутутове.